# Gymnoscelis acidna
Gymnoscelis acidna är en fjärilsart som beskrevs av Turner 1904. Gymnoscelis acidna ingår i släktet Gymnoscelis och familjen mätare. Inga underarter finns listade i Catalogue of Life.